# إريك رودريغيز ستيلر
إريك رودريغيز ستيلر (بالإسبانية: Erick Rodríguez Steller؛ وُلِد في 11 أبريل 1969، سان رامون) هو سياسي كوستاريكي شغل عضوية الجمعية التشريعية للفترة 2018–2022. انتُخب عن حزب الاندماج الوطني خلال حملة خوان دييغو كاسترو فرنانديز الرئاسية، لكنه أعلن نفسه نائبًا مستقلًا قبل دخوله المنصب بشهر واحد (أبريل/نيسان 2018). وفي سبتمبر/أيلول 2020 أعلن انضمامه إلى حزب الجيل الجديد.
في 7 ديسمبر/كانون الأول 2020، كان من بين سبعة نواب صوّتوا ضدّ مذكّرة تهنئة لـجو بايدن وكامالا هاريس بفوزهما في الانتخابات الرئاسية الأمريكية 2020؛ وبرّر موقفه بالإشارة إلى «شبهات احتيال».

## الخلفية والتعليم
تخرّج رودريغيز في جامعة كوستاريكا (بكالوريوس اقتصاد 1994؛ ليسانس حقوق 2004؛ تأهيل ككاتب عدل 2004)، ونال ماجستيرًا في الاستشارات الضريبية من «جامعة التعاون الدولي» عام 2008، وله دراسات عليا في «القانون الاقتصادي» لدى الجامعة الحكومية للتعليم عن بُعد (UNED) عام 2010. وهو من مواليد سان رامون بمحافظة ألخويلا.

## المسيرة السياسية
| السنة | الحدث |
| ----- | --- |
| 2018  | انتُخب نائبًا عن حزب الاندماج الوطني للدوْرة 2018–2022؛ ثم أعلن استقلاله عن الكتلة قبل تسلّمه المنصب (أبريل 2018). |
| 2020  | أعلن انضمامه إلى حزب الجيل الجديد (PNG) في 7 سبتمبر 2020.                                                      |
| 2020  | صوّت ضدّ مذكّرة تهنئة لبايدن وهاريس؛ وذكر «شبهات احتيال» لتبرير موقفه.                                            |